# Phonepadith Xayavong
Phonepadith Xayavong (1º marzo 1972) è un ex calciatore laotiano, di ruolo difensore.